# Luitpoldsprudel

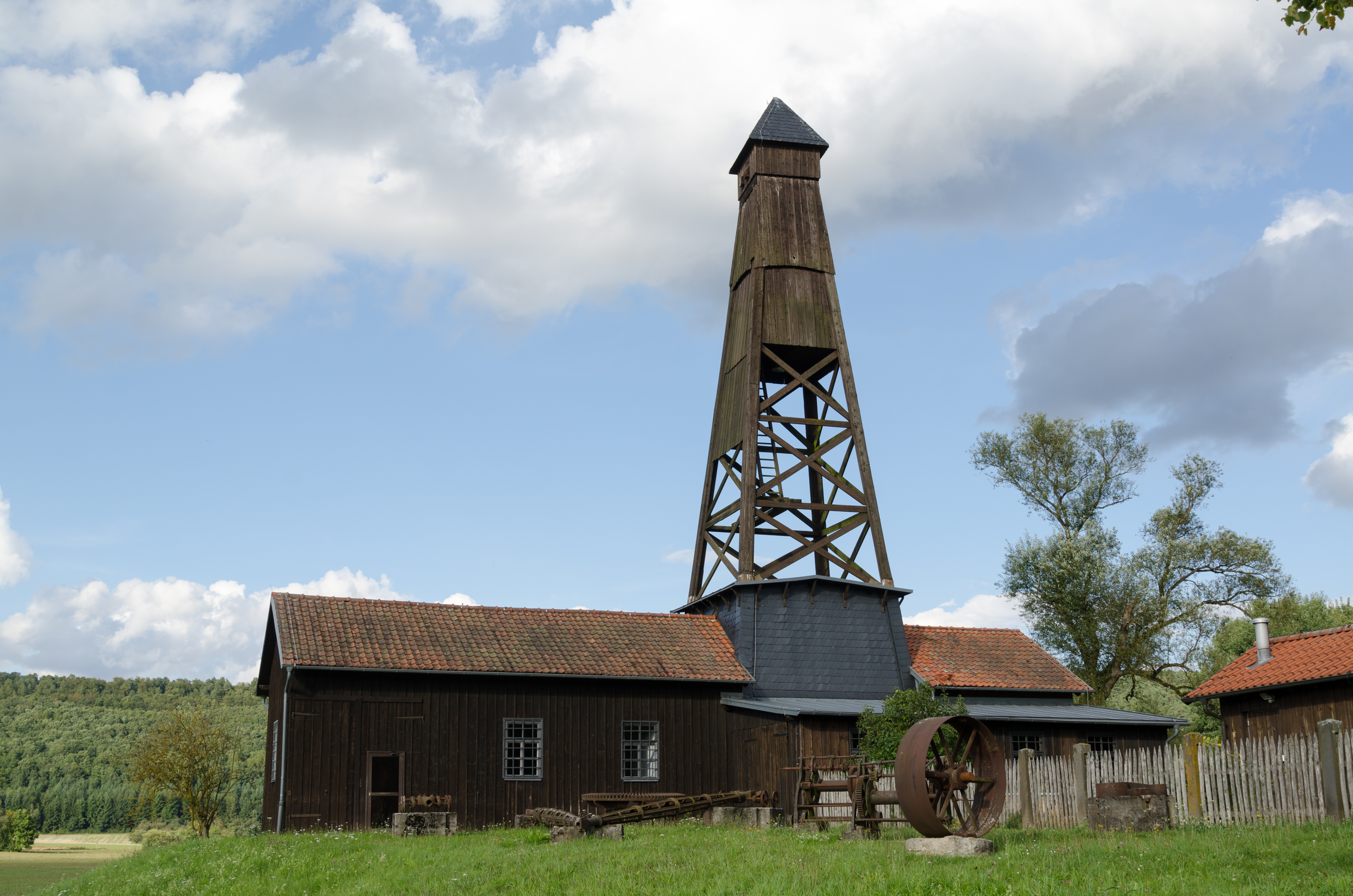
Bohrturm des Luitpoldsprudels.

Der Luitpoldsprudel ist ein Bohrbrunnen für Heilwasser in Großenbrach, einem Ortsteil des bayerischen Kurort Bad Bocklet im unterfränkischen Landkreis Bad Kissingen.
Der 1906/08 niedergebrachte und nach Prinzregent Luitpold von Bayern benannte Bohrbrunnen gehört zu den Baudenkmälern in Bad Bocklet und ist unter der Nummer D-6-72-112-1 in der Bayerischen Denkmalliste registriert.

## Geschichte

### Luitpoldsprudel „alt“
Die Brunnenbohrung erfolgte von 1906 bis 1908; das turbinengetriebene Pumpwerk entstand 1912. Im Jahr 1913 wurde die Anlage nach dem im Dezember 1912 verstorbenen Prinzregent Luitpold von Bayern benannt. 
Der Luitpoldsprudel fördert ein „kohlensäurehaltiges Natrium-Calcium-Chlorid-Hydrogencarbonat-Sulfat-Wasser“ (nach alter Nomenklatur: „eisenhaltiger Natrium-Calcium-Chlorid-Hydrogencarbonat-Sulfat-Säuerling“).
Nachdem im Jahr 1912 die im Nachbarort Kleinbrach (heute Stadtteil von Bad Kissingen) gelegene Wehranlage, die unabhängig vom Luitpoldsprudel entstand und u. a. dem Antrieb des in Hausen (heute ebenfalls Stadtteil von Bad Kissingen) gelegenen Schönbornsprudels diente, erneuert wurde, lieferte sie die Wasserenergie für das Pumpwerk des Luitpoldsprudels. Durch den Einbau einer Turbine (möglicherweise einer Kaplan-Turbine) in der Kleinbracher Wehranlage bekam der Luitpoldsprudel im Jahr 1912 eine Stromversorgung für seine Pumpen.
Als Mitte der 1980er Jahre wegen Überschwemmungsgefahr am Standort des Großenbracher Luitpoldsprudels eine Neubohrung auf der Gemarkung des Nachbarortes Kleinbrach, einem Stadtteil von Bad Kissingen notwendig wurde, bekam die Großenbracher Brunnenanlage zur Unterscheidung den Namen Luitpoldsprudel alt, während die Neubohrung auf dem Kleinbracher Gebiet Luitpoldsprudel neu genannt wurde.
Da Bad Bocklet zwei voneinander unabhängige Quellen vorweisen musste, um als Heilbad anerkannt zu werden, aber lediglich über die Stahlquelle Balthasar-Neumann-Brunnen verfügte, sollte der bisher lediglich von Bad Kissingen genutzte Luitpoldsprudel auch für Bad Bocklet erschlossen werden. In diesem Zusammenhang wurde der Brunnenturm an seine jetzige, im Vergleich zum ursprünglichen Standort weiter östlich gelegene Position auf dem Flurstück Nr. 221 der Gemarkung Großenbrach an einer nach Osten ausgreifenden Flussschlinge der Fränkischen Saale versetzt und zum Brunnenmuseum umgebaut. Der Brunnen selbst wurde zwischen 1997 und 1999 neu gebohrt.

### Luitpoldsprudel „neu“
Da der Standort des Sprudels von Überschwemmungen bedroht war, wurde im Jahr 1986 auf dem Flurstück 136/1 der Gemarkung Kleinbrach eine Neubohrung, der Luitpoldsprudel neu, durchgeführt. Die Position dieses neugebohrten Brunnens befindet sich etwa 160 Meter südlich an der nach Osten ausgreifenden Flussschlinge der Fränkischen Saale nahe dem Kleinbracher Dionysosklösterchen. Trotz der geographischen Nähe ist das vom Luitpoldsprudel alt und vom Luitpoldsprudel neu geförderte Wasser nicht identisch; das vom Luitpoldsprudel neu geförderte Wasser ist ein „eisenhaltiges Kohlensäure-Natrium-Calcium-Chlorid-Hydrogencarbonat-Sulfat-Wasser“ (nach alter Nomenklatur: „Natrium-Calcium-Chlorid-Hydrogencarbonat-Sulfat-Säuerling“).